# Саййид Али Акбар
Абу́ Муха́ммад Али Акбар ибн Мухаммад аль-Аскари́ ибн имам Али аль-Хади (араб. أبو محمد علي أكبر بن محمد العسكري بن الإمام علي الهادي‎; 1 июня 865, Самарра — 14 июля 950, Термез) — лидер сеидов, имамзаде.
Сайид Али Акбар был мусульманским святым, по мнению учёных по генеалогии Ахль аль-Байт, он был вторым сыном Мухаммада аль-Аскари который считается старшим братом имама Хасана аль-Аскари, его потомки называются Садат аль-Баадж, и это подтверждают многие учёные-историки.
По мнению некоторых историков, Сайид Али Акбар был вторым сыном имама Хасана аль-Аскари, одиннадцатого имама в шиитском исламе. Он также был братом двенадцатого имама Мухаммада аль-Махди, и его существование было скрыто из-за современных ему политических конфликтов с политическим руководством Аббасидов , достигших в то время своего пика

## Происхождение
Саййид Абу Мухаммад Али ибн аль-Аскари известен как Саййид Али Акбар, также известен под прозвищами лакаб (аль-Асгар, аль-Муттаки, аль-Амир, Султан Садат) - согласно источникам и мнению историков был сыном Мухаммада аль-Аскари, который считается старшим братом имама Хасана аль-Аскари. Согласно генеалогическим источникам и рукописям, от его потомка по имени Саййид Накиб Мухаммад Хусейн ибн Саййид Мухаммад ибн Саййид Али ибн Саййид Мухаммад аль-Аскари ибн Имам Али аль-Хади родословное делится на две ветви от его двух сыновей по имени Саййид Мухаммад - предок Саййида Шамс ад-Дина Мухаммада аль-Бухари который считается прадедом многих ближневосточных сеййид семей, и Саййид Ахмад бин Амир Хасан по прозвищу лакаб Саййид Ата который считается предком многих сеййид семей Бухары и Самаркандской области, Ферганы и Термеза, Хорезма, Центральной Азии
Генеалогические древа ближневосточных сеййид семей, в основном из Персии, Хорасана и Центральной Азии, упоминают что Саййид Али Акбар это аль-Амир Султан Саодат - лидер саййидов который похоронен в мемориальном комплексе Султан Саодат (Садат), названный в его честь, находящегося в городе Термез.
Специалист по генеалогии доктор Саййид Валид аль-Баадж подтвердил происхождение потомков Саййид Али ибн Мухаммад ибн Али аль-Хади и написал книгу о его потомках в 1999 году и другие книги которые включают в себя десятки надежных источников, которыми пренебрегли многие специалисты по генеалогии Ахль аль-Байт, и в которых упоминается о Саййид Мухаммад ибн имам Али аль-Хади и его потомки по названию Садат аль-Бухари и Садат аль-Баадж и их почетные святыни
Другие историки считают что генеалогические записи некоторых ближневосточных семей, Персии и Хорасана, указывают на то, что родословное древо многих известных суннитских святых восходит к Саййид Али ибн имам Хасан аль-Аскари. Это подтверждается верой различных последователей суфийских святых, таких как суннитские святые Мойнуддин Чишти и Бахауддин Накшбанд, которые были основателями суфийских орденов Чиштийя и Накшбандийя , а также выдающийся суфийский святой Ходжа Маудуд Чишти. Согласно ранних родословных рукописей, упоминается дети имама Хасана аль-Аскари, их было шесть - Мухаммад (аль-Махди), Муса, Джафар, Ибрагим, Фатима и Али. И древних источниках книг по генеалогии также упоминается, что потомки Саййид Али (прозвище лакаб - Акбар, аль-Асгар) ибн Имама Хасана аль-Аскари жили в городе Сабзевар в мусульманско-шиитском Иране. 
В своем «Усул аль-Кафи» аль-Кулайни писал: «Все подтверждает утверждение о том, что у имама Хасана аль-Аскари было более одной жены, помимо рабынь, с которыми он имел отношения, и когда Халиф получил известие об имаме что он болен, он поручил своим агентам постоянно следить за домом имама… он послал некоторых из этих акушерок осмотреть рабынь имама, чтобы определить, беременны ли они. Если они были беременны, их задержали и заключали в тюрьму». В своей книге «Боль и благодать: исследование двух писателей-мистиков из мусульманской Индии восемнадцатого века» доктор Аннемари Шиммель пишет: "Семья Ходжи Мир Дарда , как и многие дворяне, из Бухары, вели свою родословную линию к Бахауддину Накшбанди, в честь которого назван орден Накшбанди и который был потомком в 11-м поколении 11-го шиитского имама аль-Хасана аль-Аскари".

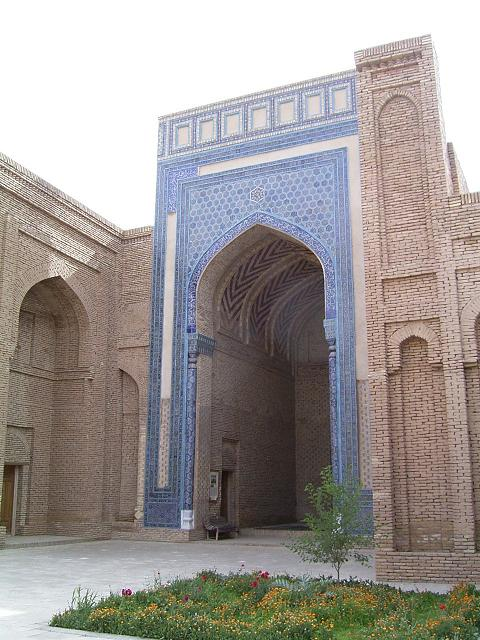
Termez Sultan-Saodat

## Родословное древо
- 1. Мухаммад.
- 2. Биби Фатима Захра и Имам Али ибн Абу Талиб.
- 3. Хусейн.
- 4. Зейн аль-Абидин.
- 5. Мухаммад аль-Бакир.
- 6. Джафар ас-Садик.
- 7. Муса аль-Казим.
- 8. Али ар-Рида.
- 9. Мухаммад ат-Таки.
- 10. Али аль-Хади.
- 11. Мухаммад аль-Аскари по прозвищу Ал-Баадж (по мнению других историков Имам Хасан аль-Аскари)[25][31][32][33] .
- 12. Саййид Али Акбар.

## Дети
На источниках в частности генеалогических рукописях шежере насаб упоминается что у него было много детей. В заключении ученых по генеалогии Накиб аль-ашраф "Ассоциации потомков пророка Мухаммада Туркестана Турции" упоминается имена его известных сыновей которые оставили после себя потомство :
- 1. Саййид Мухаммад (иногда в некоторых рукописях как Махмуд)
- 2. Саййид Али аль-Асгар
- 3. Саййид Хусейн
- 4. Саййид Муса
- 5. Саййид Иса
- 6. Саййид Усман

## Место захоронения
Историки предполагают, что место захоронения Саййид Али Акбар находится в главном мавзолее мемориального комплекс Султан Саодат (Садат). Мавзолей «Султан Саодат (Садат)» (возведен 9-15 вв.) в городе Термез. В мемориальном комплексе «Султан Саодат» и на его территории в Термезе расположено множество усыпальниц и безымянных могил более тысячи саййидов.

## Примечание
1. ↑   Ибн Аби аль-Талдж (322 год хиджры) Мажмуат нафиса фи тарих аль-аъимма, стр-21-22
2. ↑   Али аль Арбали (693 год хиджры) Сираж аль-Ансаб, стр-222
3. ↑  стр-41 "النجف الأشرف) السيد محمد مهدي ابن السيد محمد  اصفهاني  الموسوي الكاظمي "دوائر المعارف في الأسماء الحسنى)
4. ↑  Шейх Куми, книга Мунтахи аль-Амаль, 1379, глава-3, стр-20
5. ↑  Хусейн Мадани, книга "Тухфат аль-Азхар", Аль Тарат аль Мактуб, глава-1, стр-9-10
6. ↑   Харз ад-дин, книги "Маркат аль Маариф", 1371, глава-2, стр-242
7. ↑   Бадави, Сабаъ аль джазира, книга Сабаъ аль дуджейл,  Информационно-справочный центр, стр-10
8. ↑  Islamic Culture and the names of the Ahl al-Bait - Tazkare Khwanadane Hazrat Eshan ("Genealogy of the family of Hazrat Eshan") Edara Talimat Naqshbandiyya, Lahore p.63.
9. ↑  Kulayni M. Y. and Sarwar M. (trans.) al-Kafi, chapter 124 "The Birth of Imam Abi Muhammad al-Hasan ibn 'Ali" p.705.
10. ↑  ZiaIslamic "Gulzar auliya". Архивировано из оригинала 11 августа 2016 года.
11. ↑  https://archive.org/details/20200709_20200709_0644/page/n41/mode/2up إثبات العقب في السيد الجليل الأمجد أبي جعفر بن الإمام علي الهادي page-42-49
12. ↑  Badawi, Saba al-Jazeera, book Saba al-Dujail Information and Guidance Centre, p-10
13. ↑  https://shajara.org/sulton-sodot-saodat-amir-sayyid-ali-akbar/ Архивная копия от 24 февраля 2022 на Wayback Machine Sultan Sadat Sayyid Ali bin Sayyid imam al-Askari bin imam Ali al-Hadi
14. ↑  Naqib al-Ashraf Ibn Abd al-Ahad Sherazi "Shajara-e-nasab", p-27-39, Islamic University, Association of Naqabats,2012
15. ↑  Шейх Махдуми Хорезми, книга "Джадат аль-ашикин" (XVI век), Хорезм
16. ↑  https://shajara.org/sulton-sodot-saodat-amir-sayyid-ali-akbar/ Архивная копия от 24 февраля 2022 на Wayback Machine Sayyid Ali Akbar
17. ↑   "Дастур аль Мулк" (Путеводитель царям) (XVII век), автор Ходжа Самандар Мухаммад ибн Баки аль-Термизи, перевод профессор историка Джаббар Эсанова, "Шарк", Ташкент 2001, стр-22
18. ↑   книга "Дурдонахои Наср", "Адиб", Душанбе-1985, стр-375
19. ↑  "Саййидлар шажараси", "Исламский университет", Ташкент-2017, стр-14
20. ↑  «Buyuk Termiziylar» (Буюк Термизийлар) автор Мирза Кенжабек, “Национальная энциклопедия Узбекистана”, 2017, стр-267
21. ↑  https://shajarauz.uz/sulton-sodot-saodat-amir-sayyid-ali-akbar/ (недоступная+ссылка) Саййид Али Акбар
22. ↑  http://www.alnssabon.com/t91117.html#post432618 (недоступная+ссылка) Al-Baaj the offspring of Sayyid Muhammad Saba al-dujail ibn al-Imam Ali al-Hadi
23. ↑  Абул Хасан Али ибн Иса (1293 г.) “Кашф аль-Гумма”
24. ↑  Фахр аль Рази Шафии (534 год хиджры) "Аль шаджарат аль мубарака фи ансаб", стр-79
25. 1 2   Аль Хасиби(890 год хиджры) "Аль-Хидаят аль-Кубра” стр-328
26. ↑  Х.Хаджзаде “Хидакат аль Авлия”
27. ↑  page 41 "النجف الأشرف) السيد محمد مهدي ابن السيد محمد  اصفهاني  الموسوي الكاظمي "دوائر المعارف في الأسماء الحسنى)
28. ↑  Али аль-Арбали(693 г.х.) “Сирадж аль-Ансаб” стр-222
29. ↑  Kashani “Kitab al aqaid al iyman” page 259
30. ↑  Dr.Annemarie Schimmels book «Pain and Grace: A Study of Two Mystical Writers of Eighteenth-Century Muslim India» BRILL, 1976, p.32
31. ↑  Х.Хаджзаде “Хидакат аль-Авлия”
32. ↑  Али аль-Арбали (693 г.х.) “Сирадж аль-Ансаб” стр-222-223
33. ↑  https://shajara.org/1426-shajara-e-nasab-lineages-of-descendants-of-imam-hasan-al-askari/ Архивная копия от 17 апреля 2021 на Wayback Machine Родословное древо шежере потомком имама аль-Аскари "Ассоциации потомков пророка Мухаммада"
34. ↑  descendants of Sayyid imam Muhammad al-Askari al-Baaj Saba’ al-dujail
35. ↑  https://shajarauz.uz/sulton-sodot-saodat-amir-sayyid-ali-akbar/ (недоступная+ссылка) Саййид Али Акбар ибн Саййид Имом Аскарий
36. ↑  «Dastur al Mulk» (Guide to Kings) (XVII сentury) by Khwaja Samandar Muhammad ibn Baqi al-Termizi, translator professor of history Jabbor Esonov, «Sharq», Tashkent 2001, page 22
37. ↑  «Durdonahoi Nasr» book, «Adib», Dushanbe 1985, page 375
38. ↑  «Sayyidlar Shajarasi», «Islamic university», Tashkent 2017, page 14
39. ↑  Sulton Sodot Amir Sayyid Ali Akbar. Shajara. Дата обращения: 13 апреля 2022. Архивировано 24 февраля 2022 года.
40. ↑  «Buyuk Termiziylar» (Буюк Термизийлар) book by Mirzo Kenjabek, «Uzbekistan National encyclopedias» 2017, page-267